# Palacio Real de Génova
El Palacio Real (Palazzo Reale) o Palazzo Stefano Balbi es uno de los edificios históricos más importantes de la ciudad de Génova, Italia. En julio de 2006 fue declarado Patrimonio de la Humanidad por la UNESCO junto con otros cuarenta y un palacios de los Rolli de Génova.
Actualmente es un museo constituido por la residencia histórica, el jardín anexo y la pinacoteca, la Galleria di Palazzo Reale, que constituye una de las principales colecciones de arte de la ciudad.
Situado en la Via Balbi 10, a poca distancia de la sede universitaria y la Estación de Génova Piazza Principe, constituye un importante complejo arquitectónico de los siglos XVII y XVIII del que se conservan intactos los interiores, de los frescos a los estucos, de los cuadros a los muebles.

## Historia y descripción
La construcción del palacio comenzó entre 1618 y 1620 por obra de Stefano Balbi y Gio Francesco Balbi II, cuya potente familia (la de los Balbi) ya estaba implicada en la planificación y construcción de otros edificios de la calle que habría llevado su nombre.
Entre 1643 y 1655 empezó la segunda fase de la construcción del palacio, bajo la dirección de los arquitectos Pier Francesco Cantone y Michele Moncino, con un cuerpo central cuadrado y dos alas laterales que se prolongaban hacia el mar. 
En 1645 Francesco Maria Balbi asumió el encargo del proyecto, hizo construir el jardín, renovó la planta inferior y encargó frescos para decorar las habitaciones. Junto con su primo Giovanni Battista Balbi terminaron la construcción.
En 1677 la familia Balbi vendió el palacio a la familia Durazzo, que lo amplió con la incorporación de un edificio vecino (1685) y lo elevó (1694). En 1705 el edificio fue modificado completamente por Carlo Fontana, el arquitecto que modificó el portal, el atrio y los escalones, añadió el patio, el jardín colgante hacia la Via Prè y la fuente del puerto, creando un conjunto de gran valor escenográfico. También en estos años se incorporó el Teatro del Falcone, activo ya desde hace varios años.
En 1823 los herederos lo vendieron al rey de la Casa de Saboya, que lo dedicó a residencia oficial y en 1842 la familia real encargó al escenógrafo genovés Michele Canzio que renovara algunas estancias, como las salas del Trono y de las Audienzas y el salón de baile, para adaptarlas a las nuevas necesidades de representación.
En 1919 se convirtió en propiedad del Estado.
El palacio tenía un anexo en el lado hacia el mar, que los genoveses llamaban "Ponte Reale". Este anexo pasaba por encima del camino de acceso (actual Via Gramsci) y unía directamente el palacio con el embarcadero del puerto. Esta parte del edificio fue demolida en 1964 con ocasión de la construcción de la strada sopraelevata.

## La galería

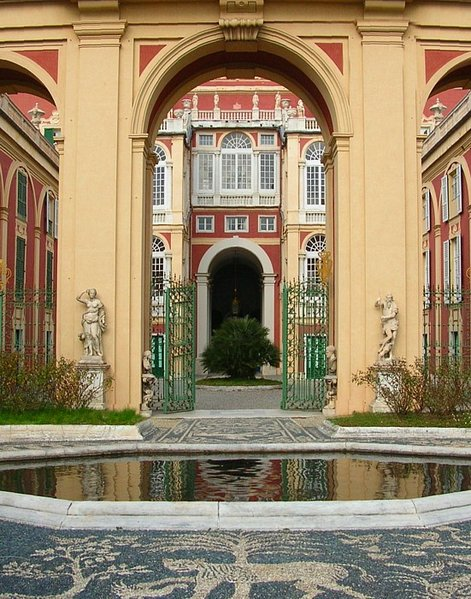
Los jardines del Palacio Real.

El Palacio Real conserva los muebles originales de toda su larga historia, incluidos muebles genoveses, piemonteses y franceses desde mediados del siglo XVII hasta comienzos del siglo XX. 
Entre los frescos más importantes destacan La fama de los Balbi de Valerio Castello y Andrea Seghizzi, La primavera que arroja lejos el invierno de Angelo Michele Colonna y Agostino Mitelli y Júpiter enviando justicia a la Tierra de Giovanni Battista Carlone.
Entre los más de doscientos cuadros expuestos en los dos piani nobili se encuentran obras de los mejores artistas genoveses del siglo XVII, como Bernardo Strozzi, el Grechetto, Giovanni Battista Gaulli llamado “il Baciccio”, Domenico Fiasella, Bassano, Tintoretto, Luca Giordano, Anton Van Dyck, Simon Vouet y Guercino.
Además se puede admirar una colección de esculturas antiguas y modernas: entre estas últimas destacan obras de Filippo Parodi, uno de los mayores exponentes de la escultura barroca genovesa.